# ジョージ・グレイ (第8代グロビーのグレイ男爵)

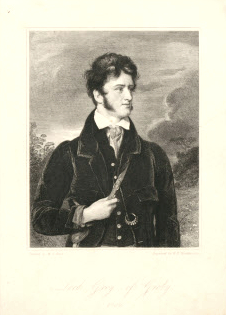
第8代グロビーのグレイ男爵。エングレービング、原作ウィリアム・チャールズ・ロス。

第8代グロビーのグレイ男爵ジョージ・ハリー・グレイ（英語: George Harry Grey, 8th Baron Grey of Groby、1802年4月5日 – 1835年10月24日）は、イギリスの貴族。

## 生涯
第6代スタンフォード伯爵ジョージ・ハリー・グレイとヘンリエッタ・シャーロット・エリザベス・チャータリス（Henrietta Charlotte Elizabeth Charteris）の長男として、1802年4月5日に生まれた。イートン・カレッジで教育を受けた後、1819年12月10日にケンブリッジ大学トリニティ・カレッジに入学、1822年にM.A.の学位を修得した。
1832年12月、繰上勅書により父からグロビーのグレイ男爵の爵位を継承したが、父より先立ったためスタンフォード伯爵の爵位を継承することはなかった。
1835年10月24日に死去、爵位は息子ジョージ・ハリーが継承した。

## 家族

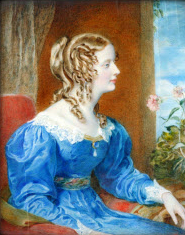
グロビーのグレイ男爵夫人キャサリン。ウィリアム・チャールズ・ロス画、1827年。

1824年12月20日、キャサリン・チャータリス＝ウィームズ＝ダグラス（Katharine Charteris-Wemyss-Douglas、1801年 – 1844年1月4日、第6代ウィームズ伯爵フランシス・チャータリス＝ウィームズ＝ダグラスの四女）と結婚、1男1女を儲けた。
- ジョージ・ハリー（1827年 – 1883年） - 第7代スタンフォード伯爵
- マーガレット・ヘンリエッタ・マリア（1852年3月7日没） - 1846年10月6日、ヘンリー・ジョン・ミルバンクと結婚、子供あり